# روز جهانی سوادآموزی
روز جهانی سوادآموزی یک رویداد سالانه است که در ۸ سپتامبر، برگزار می‌شود. این روز توسط یونسکو نامگذاری شده است.

## پیام مدیرکل یونسکو به مناسبت روز جهانی سوادآموزی
پیام مدیرکل یونسکو به مناسبت روز جهانی سوادآموزی در سپتامبر ۲۰۱۲
امسال، روز جهانی سوادآموزی به‌طور خاص بر رابطه بنیادین بین سوادآموزی و صلح متمرکز شده است. این رویکرد با شرایط آشفته ما در این مقطع زمانی، بسیار هم‌خوانی دارد. کشورهایی که خشونت در آنها متداول است، دارای کمترین نرخ سواد آموزی در جهان‌اند. مناقشات همچنان از عمده‌ترین موانع برای دستیابی به "آموزش برای همه" و اهداف توسعه هزاره می‌باشد. کشورهای متاثر از جنگ، بیش از ۴۰درصد از جمعیت خارج از مدرسه دوره ابتدایی در جهان را تشکیل می‌دهند.— ایرینا بوکووا، 

## سوادآموزی در ایران
سوادآموزی یکی از مهمترین مسائل آموزش و پرورش جامعه ایران محسوب می‌شود، چرا که برپایه آمار منتشر شده در سال ۱۳۹۰ خورشیدی، ایران بالغ بر ۲ میلیون نفر بی‌سواد دارد (۳٫۶ درصد از کل جمعیت) که توانایی خواندن و نوشتن را ندارند.

### سازمان نهضت سوادآموزی
سازمان نهضت سوادآموزی ایران یک سازمان دولتی ایرانی است که در سال ۱۳۵۸ به منظور آموزش خواندن و نوشتن به بزرگسالان و نیز کودکانی که به مدرسه دسترسی ندارند (مناطق محروم) تشکیل گردید.